# Regering van Nationale Verdediging
De Regering van Nationale Verdediging (Frans: Gouvernement de la Défense Nationale), was de benaming van de eerste regering van de Derde Franse Republiek van 4 september 1870 tot 13 februari 1871.

## Geschiedenis
Na de nederlaag van het Franse leger bij Sedan op 1 september 1870 werd keizer Napoleon III gevangengenomen op 2 september. Toen twee dagen later het bericht Parijs bereikte van de gevangenname van de keizer, verklaarde Léon Gambetta voor het Wetgevend Lichaam (Corps législatif) dat de keizer was afgetreden. Er kwam ook een einde aan het bewind van de vorige regering, de regering-Cousin-Montauban. Korte tijd later verzamelden leden van de republikeinse oppositie onder leiding van Gambetta, Jules Favre en Jules Ferry zich bij het Hôtel de Ville (stadhuis) en riep Gambetta de Derde Franse Republiek uit. Vervolgens werd een Regering van Nationale Verdediging gevormd, bestaande uitsluitend afgevaardigden uit Parijs. De militaire gouverneur van Parijs, Louis Jules Trochu, werd aangesteld als regeringsleider.

## Samenstelling
- Louis Jules Trochu - Voorzitter
- Jules Favre - Vicevoorzitter en minister van Buitenlandse Zaken
- Léon Gambetta (tot 6 februari 1871) - Minister van Binnenlandse Zaken
- Generaal Adolphe Le Flô - Minister van Oorlog
- Piere-Frédéric Dorian - Minister van Openbare Werken
- Adolphe Crémieux
- Emmanuel Arago - Minister van Justitie, vanaf 6 februari 1871 minister van Binnenlandse Zaken
- Admiraal Martin Fourichon - Minister van Marine
- Louis-Antoine Garnier-Pagès
- Alexandre Glais-Bizoin
- Eugène Pelletan - Minister van Onderwijs
- Ernest Picard
- Henri Rochefort (vanaf 31 oktober 1870)
- Jules Simon
- Jules Ferry - Secretaris van de Regering en prefect van het departement Seine

De Regering van Nationale Verdediging bestond, tot onvrede van radicaal-links, vooral uit gematigden. Dit was ook de eis van generaal Trochu, die anders nooit het voorzitterschap van de regering op zich had genomen. Van het Franse parlement kreeg de regering de opdracht "resoluut religie, eigendom en familie te verdedigen".

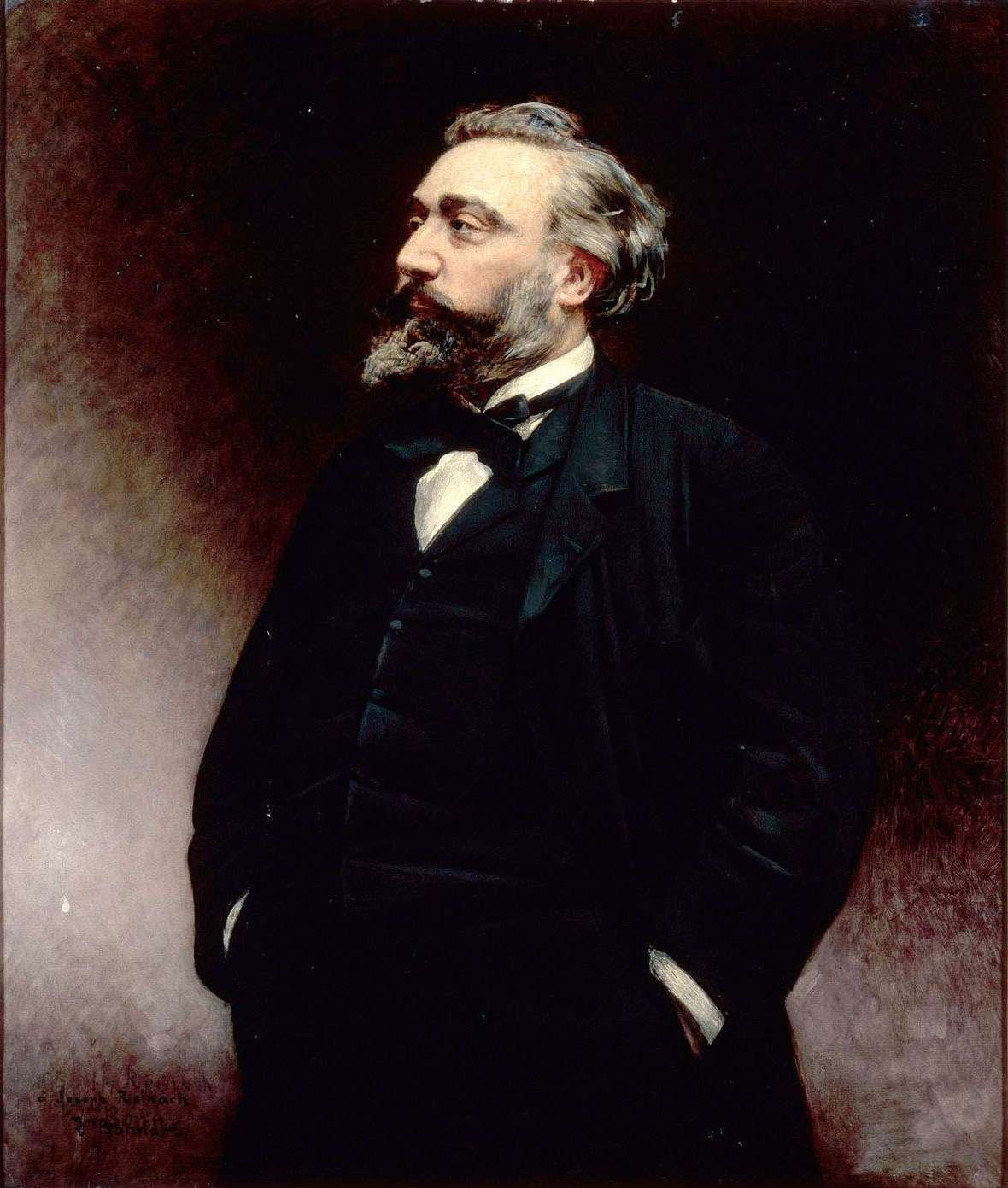
Léon Gambetta

Ondanks het feit dat het grootste deel van het Franse leger bij Sedan krijgsgevangen was genomen, was de Regering van Nationale Verdediging vastbesloten de strijd voort te zetten. Alle nog beschikbare Franse troepen, waaronder de marine, de Franse militairen die Rome verdedigden, de troepen in Algerije en de andere Franse koloniën, werd opgeroepen om naar Parijs te komen om de hoofdstad te verdedigen tegen de oprukkende Duitsers. De overigens uitstekende fortificaties rondom Parijs werden versterkt en provisorische verdedigingsposten werden ingericht. Daarnaast beval de regering de inkoop van goed, en houdbaar voedsel uit de landelijke gebieden om de - sinds het begin van de oorlog toegenomen - bevolking van Parijs te voedden.
Na de inauguratie van Trochu als president, besloot de Nationale Vergadering (Assemblée Nationale), het parlement, om uit te wijken naar Bordeaux. De regering besloot om regeringsleden Crémieux, Glais-Bizoin en admiraal Fourichon naar Tours, in het onbezette deel van Frankrijk te zenden, als officiële vertegenwoordigers van de Parijse regering. Op 22 september was Parijs volledig omsingeld door Duitse troepen en het Beleg van Parijs begon. De communicatie met het parlement was sindsdien volledig verbroken. Op 7 oktober wist Gambetta met een heteluchtballon Parijs te verlaten. Hij en zijn plaatsvervanger, Charles de Freycinet, voegden zich bij de andere regeringsleden in Tours. Gambetta had de opdracht gekregen om vanuit Tours de strijd in het niet-bezette deel van Frankrijk te coördineren. Gambetta begon zich echter algauw onafhankelijk van de regering in Parijs op te stellen en het parlement verslag uit te brengen. Hij nam op eigen initiatief allerlei maatregelen, zonder het parlement te raadplegen, en regeerde als een soort dictator.
Op 30 oktober 1870 bestormden revolutionairen het Hôtel de Ville, waar de regering zetelde, en eisten een nieuwe, linkse, regering. Toen de regering besloot om de linkse journalist Henri Rochefort op te nemen in de regering, waren de revolutionairen (voorlopig) tevreden gesteld.

## Einde van de Regering van Nationale Verdediging

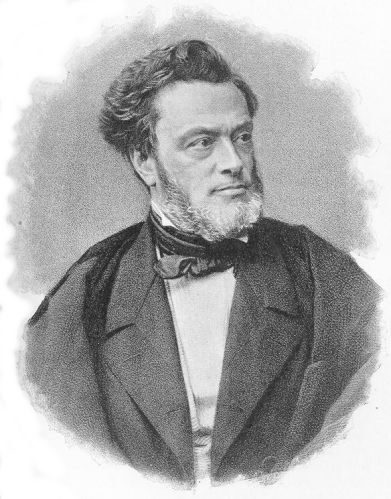
Jules Favre

Tijdens het beleg ondernam de regering twee onsuccesvolle pogingen om uit te breken, in november 1870 en in januari 1871. Tussen 28 november en 3 december probeerde het leger in Parijs onder generaal Auguste-Alexandre Ducrot uit te breken. De actie verliep desastreus en vele militairen en burgers kwamen om het leven. De bevolking die de oorlog moe was, had zijn hoop gevestigd op de uitbraak. Toen deze mislukte begon zij zich tegen de regering te keren. Jules Favre, de minister van Buitenlandse Zaken en aanvankelijk voorstander van het voortzetten van de strijd tot het einde, was in januari 1871 dicht bij een wapenstilstand met de Duitsers. Op 18 januari, toen een wapenstilstand ophanden was, probeerde een woedende menigte van nationalisten het Hôtel de Ville te bestormen uit onvrede over de voorgenomen wapenstilstand. Soldaten begonnen op de menigte te schieten en er vielen verscheidene doden.
Op 26 januari sloot Favre op eigen gezag een wapenstilstandsverdrag met de Duitsers. De Duitsers stopten de beschieting van Parijs en op 28 januari trokken Duitse militairen Parijs binnen. De regering, die gewoon in functie bleef, stuurde een telegram naar Gambetta in Tours waarin de wapenstilstand met Duitsland bekendgemaakt werd. Gambetta weigerde aanvankelijk de wapenstilstand te erkennen en wilde de strijd voortzetten. Een delegatie bestaande uit diplomaten uit Parijs wist Gambetta echter over te halen om af te treden en zich neer te leggen bij de wapenstilstand (6 februari).
Bij de parlementsverkiezingen van 8 februari 1871 wonnen de conservatieve, monarchistische, naar vrede strevende partijen. Op 17 februari werd de conservatieve orleanist Adolphe Thiers staatshoofd en op 19 februari werd hij tevens regeringsleider van een nieuwe ploeg ministers. De nieuwe regering sloot op 10 mei 1871 het Verdrag van Frankfurt dat een einde maakte aan de oorlog tussen Frankrijk en Duitsland.

## Verwijzing
1. ↑  Alleen in de niet-bezette departementen kon worden gestemd